# Bistum Huaraz
Das Bistum Huaraz (lat.: Dioecesis Huarazensis) ist ein im Norden Perus gelegenes römisch-katholisches Bistum mit Sitz in Huaraz.
Das Bistum Huaraz wurde am 15. Mai 1899 aus Gebietsabtretungen des Erzbistums Lima errichtet. Am 15. Mai 1958 gab das Bistum Teile seines Territoriums zur Gründung der Prälatur Huari ab. Seither umfasst das Bistum Huaraz acht Provinzen: Aija, Bolognesi, Carhuaz, Huaraz, Huaylas, Ocros, Recuay und Yungay.
Das Bistum Huaraz ist dem Erzbistum Trujillo als Suffraganbistum unterstellt.

## Bischöfe von Huaraz

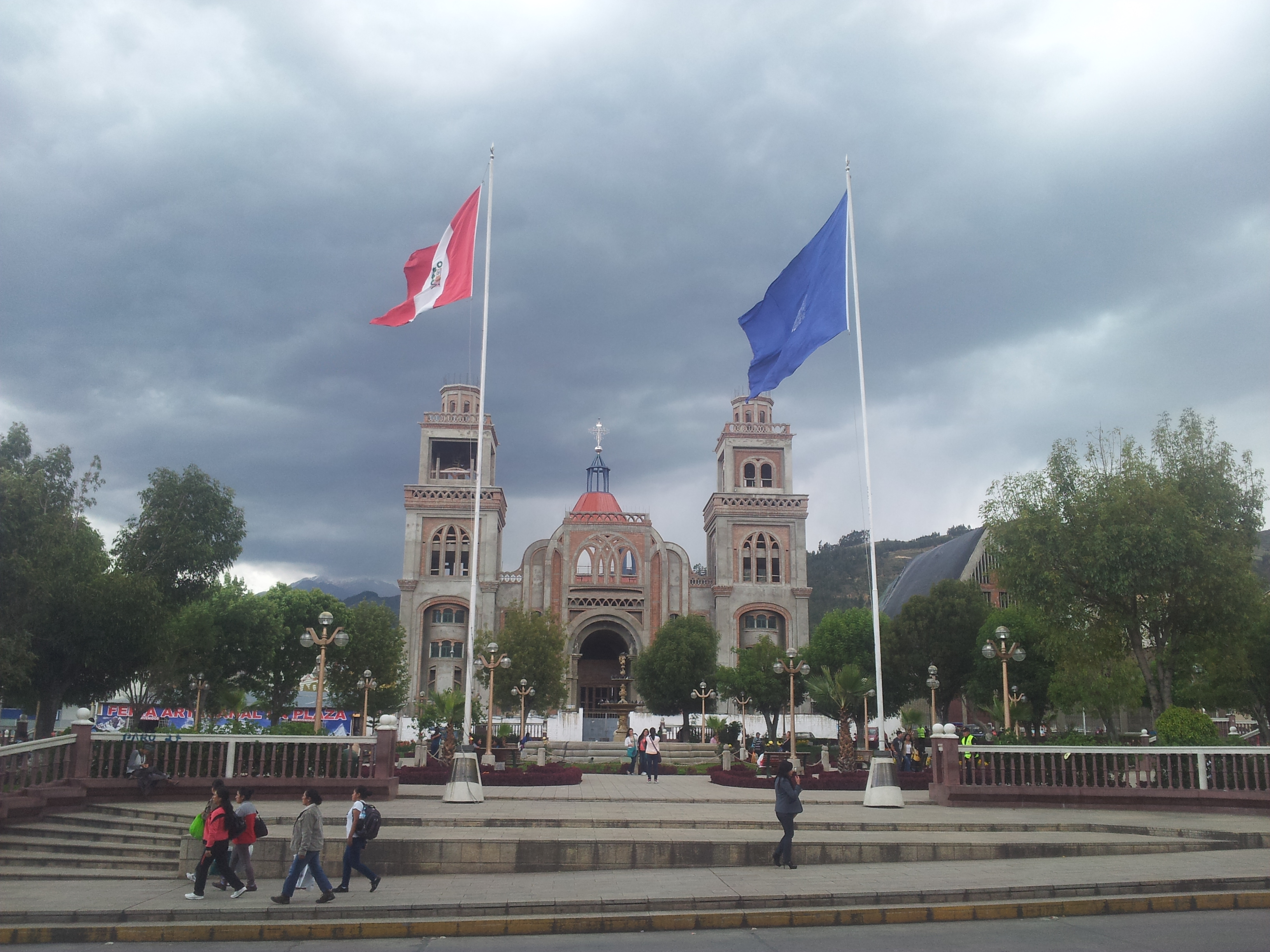
Die Kathedrale

- Mariano Holguín OFM, 2. Juli 1904 – 30. Mai 1906, dann Bischof von Arequipa
- Pedro Pascual Francesco Farfán, 5. März 1907 – 19. April 1918, dann Bischof von Cuzco
- Domingo Juan Vargas OP, 26. August 1920 – 1. August 1936
- Mariano Jacinto Valdivia y Ortiz, 15. Dezember 1940 – 17. Dezember 1956, dann Bischof von Huancayo
- Teodosio Moreno Quintana, 17. Dezember 1956 – 21. September 1971
- Fernando Vargas Ruiz de Somocurcio SJ, 21. September 1971 – 18. Januar 1978, dann Erzbischof von Piura
- Emilio Vallebuona Merea SDB, 18. Januar 1978 – 30. August 1985, dann Erzbischof von Huancayo
- José Ramón Gurruchaga Ezama SDB, 3. Januar 1987 – 14. Dezember 1996, dann Bischof von Lurín
- Ivo Baldi Gaburri, 14. Dezember 1999 – 4. Februar 2004, dann Prälat von Huari
- José Eduardo Velásquez Tarazona, 4. Februar 2004 – 17. September 2024
- José Antonio Alarcón Gómez, ernannt am 17. September 2024[1]